# Vince Dundee
Vince Dundee (* 22. Oktober 1907 in Palermo, Sizilien, Italien als Vincenco Lazzara; † 27. Juli 1949) war ein US-amerikanischer Boxer italienischer Herkunft. Er war im Mittelgewicht von 1933 bis 1934 sowohl Weltmeister des ehemaligen Verbandes NYSAC (aus dem später der WBC-Verband hervorging) als auch der NBA, die sich im Jahre 1962 in WBA umbenannte.